# أذربيجان الكبرى

توزيع الناطقين بالأذربيجانية.

أذربيجان الكبرى أو أذربيجان بأكملها أو كل أذربيجان كلها مصطلحات لمفهوم وحدوي يدعوا لضم كل الأراضي التي تحتوي على أذربيجانيين إلى جمهورية أذربيجان.

## الأراضي المطالب بها
على الرغم من أن حدود أذربيجان بأكملها غير محددة بدقة ، فإن بعض المؤيدين يصورونها على أنها تشمل المناطق التالية: 
 •  إيران: أذربيجان الغربية وأذربيجان الشرقية وأردبيل وزنجان
 •  أرمينيا: أذربيجان الغربية معظم أراضي جمهورية أرمينيا
 •  جورجيا: بورشالي جزء من مقاطعة كيفيمو كارتلي
 •  روسيا: ديربنت جزء من جمهورية داغستان الروسية